# Aurélie Pétrel
Aurélie Pétrel est une artiste française, née à Lyon en 1980. Elle vit entre Romme, en Haute-Savoie, Paris et Genève. Elle pratique la sculpture, la photographie et réalise des installations. L'artiste a une pratique étendue de la photographie, allant de la planéité des tirages à leur activation en volume à l'échelle d'un bâtiment ou dans des installations autonomes.

## Biographie
Depuis 2012, elle enseigne à Genève en tant qu'artiste et responsable du Pool photographie au sein de la Haute École d'art et de design (HEAD) . Depuis 2018, elle est chargée de programmation au Laboratoire du Collège International de Photographie du Grand Paris (CIPGP),. Elle développe son travail artistique et expose régulièrement en France, en Allemagne, en Suisse, aux États-Unis, au Canada et au Japon pour son travail en solo. Parallèlement, son travail en duo avec Vincent Roumagnac (sous le nom Pétrel I Roumagnac) est une recherche collaborative croisant le théâtre et la photographie.
Elle est actuellement représentée par plusieurs galeries : la Galerie Ceysson & Bénétière (Paris, FR), la Galerie Gowen Contemporary (Genève, CH), ainsi que la galerie Valeria Cetraro (Paris, FR) pour son duo Pétrel I Roumagnac (Paris, FR).

## Œuvres

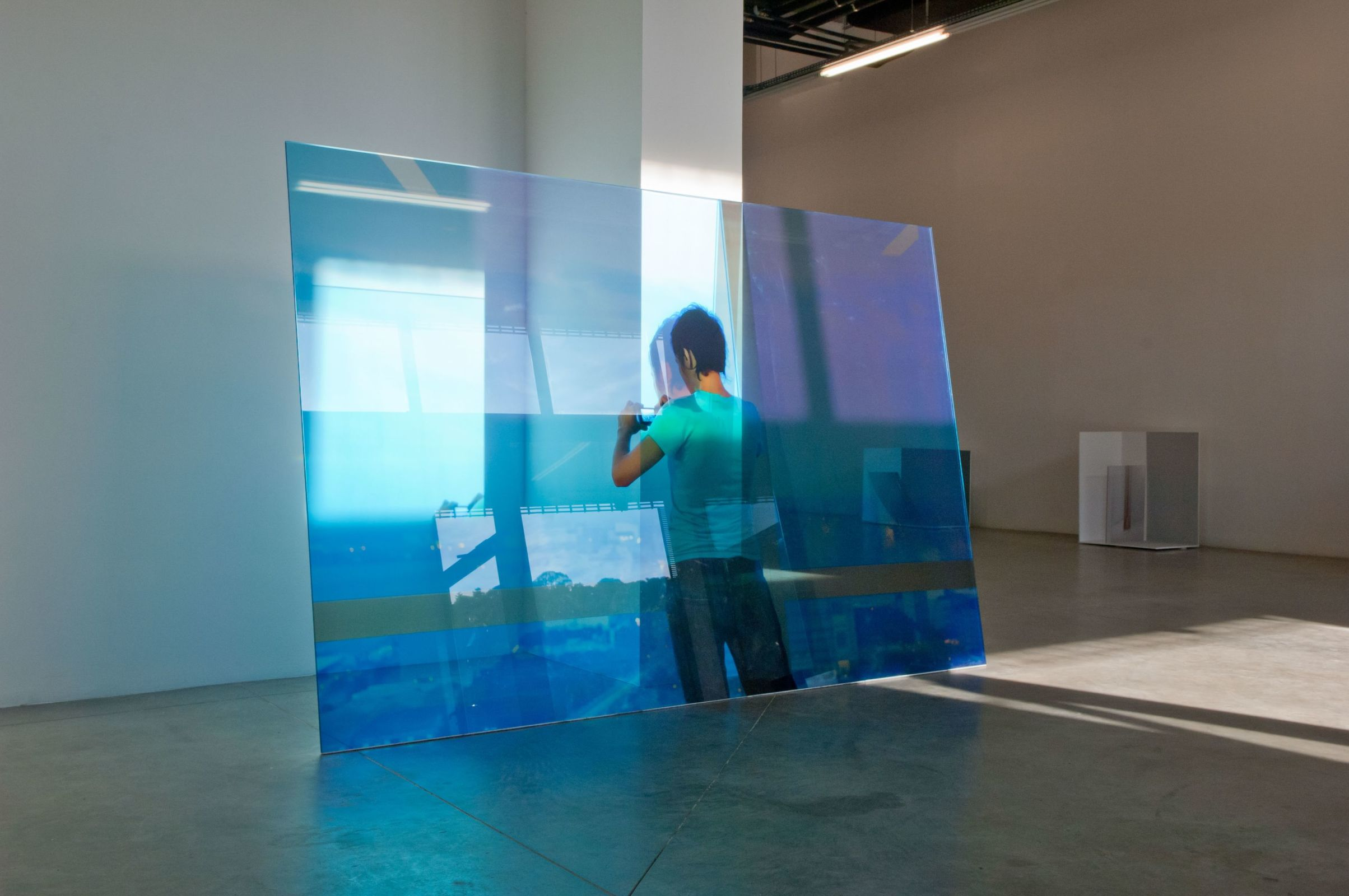
Tokyo bay, 2010, tirage film polyester encapsulé et Evasafe de Bridgestone, verre extra-clair, 270 × 180 cm

### Espaces et géographies
Depuis 2001, sa pratique photographique se concentre principalement sur six villes : Shanghai, Tokyo, Paris, Leipzig, Montréal et New York. L'artiste considère ces villes comme le point de départ d'une enquête de terrain permettant de pousser les potentiels de l’image prélevée jusqu’aux visions fragmentées de la prise de vue dans l’espace d’exposition. Un septième point s’ajoute depuis 2015 : Romme en Haute-Savoie, son lieu de résidence.
Après ce premier cycle de quinze années, Aurélie Pétrel ouvre une nouvelle temporalité de travail. Après avoir considéré l’espace comme fondement même de son œuvre, elle se tourne désormais vers des figures. Elle confronte sa pratique photographique à l’architecture et à la figure tutélaire de « l’architecte », avec notamment une réflexion autour de l’architecte américain Peter Eisenman,.

### Temporalités
Les recherches d’Aurélie Pétrel s’ancrent dans la durée et œuvrent à rétablir la lenteur du processus de la création d’images. Trois notions clés permettent d'approcher sa méthodologie de travail, les notions de « prise de vue latente », de « partition photographique » et d' « image située ».
L’image latente est un terme technique adopté en photographie pour qualifier la prise de vue avant sa révélation chimique. Le terme est réinjecté dans la pratique de l'artiste en « prise de vue latente » pour qualifier des tirages autonomes, source d’activation potentielle. Après un premier temps sur le terrain où elle récolte des cadrages avec lesquels elle travaille sur le long terme, Aurélie Pétrel va permuter sa pratique photographique en pratique d’atelier. Une sélection d’images à partir de planches-contact puis de planches de lecture va constituer des séries photographiques matérialisées dans des tirages en Baryté sur un format standard de 41,5 x 52 cm. Les images sont déposées dans un « meuble-jachère », meuble à archives en acier constitué de boîtes, à la manière d’une mémoire vive. Cette mémoire vient s’augmenter au fur et à mesure des enquêtes de terrain. Les prises de vue latentes apparaîtront dans un travail plastique après une mise en repos de plusieurs mois. Le tirage baryté constitue le premier degré d’activation, il fait exister physiquement les négatifs ou fichiers numériques qui seront ensuite retravaillés dans l’atelier volume.
L'artiste va activer les tirages en jachère à partir du principe de « partition » qu'elle entend sous deux acceptions. La première renvoie à la composition musicale, la seconde relève de la division et de la redistribution.
La notion « d’image située » est relative aux prises de vue qui réagissent avec l’environnement qui les accueille dans chacune de ses installations. Le terme a animé la réflexion esthétique durant la seconde moitié du XXe siècle .

## Expositions

### Expositions solo (sélection)
- 2007 Garden Party, Hôpital Saint-Joseph-Saint-Luc, en résonance avec la biennale d'art contemporain, Lyon, France
- 2009 Ricochets, ENS-Science et ENS-LSH, en résonance avec la biennale d'art contemporain, Lyon, France
- 2009 Répétition, Super Window Project / Muzz Program Space, Kyoto, Japon
- 2011 Ricochets, Université ECNU, Shanghai, Chine
- 2011 Polygone, Galerie Houg, Lyon, France
- 2012 At Dawn, Round The Corner, Cur. Malek Abbou, Lisbonne, Portugal
- 2013 Image, Gowen Contemporary, Genève, Suisse
- 2014 Partitions, Centre d'art contemporain Chanot, Clamart, France
- 2014 Dix-neuf chevrons, L'Angle, La-Roche-sur-Foron, France
- 2015 Table simulation#00, Fonds régional d'art contemporain du Centre-Val de Loire, Cur. Emmanuelle Chiappone-Piriou et Aurélien Vernant, Orléans, France
- 2015 Partition, Galerie Houg, Paris, France
- 2016 Une exposition de rêves, Galerie Escougnou-Cetraro, en collaboration avec le metteur en scène Vincent Roumagnac, Paris, France
- 2017 201 Full CT Blue (2) 106 Primary Red 736 Twickenham Green 101 Yellow, La Ferme du Buisson, en collaboration avec le metteur en scène Vincent Roumagnac, Noisiel, France
- 2016 Seuils de Visibilité, cneai=, Cur. Audrey Illouz, Chatou, France
- 2016 50mm24.36mm92%, Exposition hors les murs de la Villa du Parc d'Annemasse, Cluses, France
- 2017 Office at Night 1985-1966-2017, artgenève, Gowen Contemporary, Genève, Suisse[19]
- 2017 Inactinique, Gowen Contemporary, Paris Photo, secteur PRISMES, Grand Palais, France
- 2017 Regard sur la collection d'images en mouvement, FMAC, Cur. Bénédicte Lepimpec et Isaline Vuille, Genève, Suisse
- 2017 Cycle 2, Figures photographiques, Galerie Ceysson & Bénétière, Paris, France
- 2017 135, 125iso, 24x36, M6, 35. supports et formats variables, proposition in situ d'Aurélie Pétrel, Centre Photographique d'Île-de-France, Pontault-Combault, France
- 2018 D'Astérion, Galerie Valeria Cetraro chez Galerie Thomas Bernard - Cortex Athletico, en collaboration avec le metteur en scène Vincent Roumagnac, Paris, France
- 2018 AxIonométrie 2 inactinique, FIAC Projects, Galerie Ceysson & Bénétière, Petit Palais, Paris, France
- 2018 Longitudes>RVB<Latitudes, Artissima, Galerie Ceysson & Bénétière, Turin, Italie
- 2018 Hexagone 18, Musée de l'Elysée, Lausanne, Suisse
- 2018 Track 3, Gallery 44, Centre for Contemporary Photography, Invitation Leila Timmins, Cur. Heather Rigg, Toronto, Canada
- 2018 Tracks, Galerie Ceysson & Bénétière, Cur. Alexandre Quoi, New York, États-Unis

### Expositions collectives
- 2008 RDV 2008, Musée d'art contemporain, Lyon, France
- 2008 Le vide n'a pas de porte de sortie, Creative Union, Cur. Pascal Beausse, Hiroshima, Japon
- 2009 No man's land, Super Windows Project/Ambassade de France, Tokyo, Japon
- 2010 Regards croisés, Exposition universelle, Shanghai, Chine
- 2010 Picturing City, Musée Xuhui, Shanghai, Chine
- 2010 Menu C, Institut franco-japonais de Tokyo, Japon
- 2010 Groupe show, TWS, Tokyo, Japon
- 2011 In situ, L.I.A-Spinnerei, Leipzig, Allemagne
- 2011 Reboot #5 , nous voulons des maquettes, invitation Elie During, Palais de Tokyo, Paris, France
- 2012 Hiroshima Art Document 2012, The former bank of Japan, Cur. Yukiko Ito, Hiroshima, Japon
- 2013 La jeune création, Le centquatre, Paris, France
- 2014 Passages, Fondation Bullukian, Lyon & Musée Paul-Dini, Villefranche-sur-Saône, France
- 2014 A/R, Échos, Werkschauhalle, Cur. Isabelle Bertolotti et Ilina Koralova, Leipzig, Allemagne
- 2014 Aleph, Mai 2014, Gowen Contemporary, Genève, Suisse
- 2015 Sculptures along the Lake Side, artgenève, Gowen Contemporary, Quai du Mont Blanc, Genève, Suisse
- 2015 A/R Passages, La Capitainerie (Focus de la biennale d'Art contemporain), Cur. Isabelle Bertolotti, Lyon, France
- 2015 When shall we three meet again / In thunder, lightning, or in rain ?, Espace Arts Plastiques Madeleine-Lambert, en collaboration avec le metteur en scène Vincent Roumagnac, Vénissieux, France
- 2015 Théâtre des opérations - Phase I : Reconnaissance, Cur. Bénédicte le Pimpec, Émile Ouroumov et Céline Bertin,Théâtre de l'Usine, en collaboration avec le metteur en scène Vincent Roumagnac, Genève, Suisse
- 2015 Relief, création et collaboration, Cur. Emmanuelle Chiappone-Piriou et Aurélien Vernant, Fonds régional d'art contemporain du Centre-Val de Loire, France
- 2015 Nouveaux territoires de l'image, Fonds régional d'art contemporain Occitanie Montpellier, France
- 2016 Faire Surface, œuvres de la promotion 2016 de l'ENSP d'Arles, artiste invitée, agnès b., Paris, France
- 2016 Le temps de l'audace et de l'engagement - De leur temps (5), Association pour la diffusion internationale de l'art français (ADIAF), Institut d'art contemporain, Villeurbanne/Rhône-Alpes, France
- 2016 Art & Industrie, Villa du Parc, Annemasse, France
- 2017 House of Dust, Cneai =, Cur. Maud Jacquin et Sébastien Pluot, Sylvie Boulanger, Chatou, France
- 2017 SoixanteDixSept Experiment, Centre Photographique d'Île-de-France, Cur. Audrey Illouz, Nathalie Giraudeau, Rémi Parcollet, Pontault-Combault, France
- 2017 House of Dust, Fonderie Darling, Cur. Maud Jacquin et Sébastien Pluot, Montréal, Canada
- 2017 Collectionner, Le désir inachevé, Cur. Christine Besson et Sandra Doublet, Musée des Beaux-Arts, Angers, France
- 2017 Beirut Art Fair, Byblos Bank Awards et Gowen Gallery, Beyrouth, Liban
- 2017 5899, Galerie Arena, Ecole nationale supérieure de la photographie, Cur. Fabien Vallos, Arles, France
- 2017 Summer Night Wishes, Elizabeth Street Garden, Cur.Marie-Salomé Peyronnel, en collaboration avec le metteur en scène Vincent Roumagnac, New York, États-Unis
- 2017 Face à l'aura, Centre d'art Image/Imatge, Cur. Léa Bismuth, Valeria Cetraro et Edouard Escougnou, en collaboration avec le metteur en scène Vincent Roumagnac, Orthez, France
- 2017 Leaving the Still Image, Biennale für aktuelle Fotografie, Wilhelm-Hack-Museum, Cur. Christin Müller, en collaboration avec le metteur en scène Vincent Roumagnac, Ludwigshafen, Allemagne
- 2018 Art Brussels, Galerie Ceysson & Bénétière, Bruxelles, Belgique

## Prix
- 2004 Prix Charles Dufraine, Lyon, France
- 2006 Prix Pézieux, Lyon, France

## Collections
- 2009 1% Culture, Lycée de Saint-Chamond (Loire), Région Rhône-Alpes, France
- 2013 Fonds Régional d'Art Contemporain Occitanie Montpellier, France [21]
- 2015 Centre National des Arts Plastiques, Paris, France [22]
- 2018 Fonds Régional d'Art Contemporain de Normandie-Caen, France
- 2018 Fondation BNP Paribas Suisse, Genève, Suisse[23]